# Soera De Erbarmer
Soera De Erbarmer is een soera van de Koran.
De soera is vernoemd naar een van Gods namen die genoemd wordt in de eerste aya. Vanaf aya 13 wordt 31 keer Welke weldaden van jullie beider Heer verklaart gij dan tot leugen? . Het geeft onder andere een beeld van hel en hemel.

## Achtergrond
Aya 29 is niet Mekkaans. Volgens sommigen zou de soera tot de Medinaanse soera's gerekend moeten worden.
Deze soera wordt door de inhoud en herhaling in verband gebracht met Psalm 136. Bezien in de tijdgeest wordt hiermee duidelijk gemaakt dat de Koran niet bedoeld was om een nieuwe religie te openbaren, maar slechts een bevestiging van hetgeen eerder door God werd geopenbaard aan de joden en de christenen.